# Sinclair Murrell
Luis Sinclair Murrell Haywood (Panama, 28 settembre 1947) è un ex cestista panamense.

## Carriera
Con Panama ha disputato i Giochi panamericani di Winnipeg 1967, i Giochi olimpici di Città del Messico 1968 e i Campionati mondiali del 1970.